# Club Atlético San Martín (Tucumán) 2008-2009

## Stagione
Il neo-promosso San Martin si piazza al 19º e penultimo posto nella classifica stilata alla fine dell'annata. Retrocede così subito in Primera B Nacional.

## Rosa
| N. |                      | Ruolo | Calciatore           |
| -- | -------------------- | ----- | -------------------- |
| 1  | Argentina (bandiera) | P     | Marcos Gutiérrez     |
| 2  | Argentina (bandiera) | D     | Juan Monge           |
| 3  | Argentina (bandiera) | D     | Raúl Saavedra        |
| 4  | Argentina (bandiera) | D     | Germán Noce          |
| 5  | Argentina (bandiera) | C     | Facundo Pérez Castro |
| 6  | Argentina (bandiera) | C     | Pablo Cantero        |
| 7  | Argentina (bandiera) | A     | Gustavo Ibáñez       |
| 8  | Argentina (bandiera) | C     | Gerardo Solana       |
| 9  | Argentina (bandiera) | A     | Daniel Vega          |
| 11 | Argentina (bandiera) | C     | Ramiro Leone         |
| 12 | Argentina (bandiera) | P     | Esteban Salvatore    |
| 13 | Argentina (bandiera) | D     | Mario Vera           |
| 14 | Argentina (bandiera) | C     | Waldo Brandán        |
| 15 | Argentina (bandiera) | A     | Mario Turdó          |
| 16 | Argentina (bandiera) | C     | Luis Vega            |

| N. |                      | Ruolo | Calciatore             |
| -- | -------------------- | ----- | ---------------------- |
| 17 | Argentina (bandiera) | C     | Marcelo Quinteros      |
| 18 | Argentina (bandiera) | D     | Matías Villavicencio   |
| 19 | Argentina (bandiera) | C     | Matías Ceballos        |
| 20 | Argentina (bandiera) | C     | Marcelo Perugini       |
| 21 | Argentina (bandiera) | C     | Patricio Pérez         |
| 22 | Argentina (bandiera) | A     | Miguel Ángel Fernández |
| 23 | Argentina (bandiera) | D     | Pablo De Muner         |
| 25 | Argentina (bandiera) | P     | Bernardo Leyenda       |
| 26 | Argentina (bandiera) | D     | Andrés Imperiale       |
| -  | Argentina (bandiera) | A     | Federico Turienzo      |
| 28 | Argentina (bandiera) | A     | Nicolás Herrera        |
| 27 | Argentina (bandiera) | A     | Fabián García          |
| 29 | Argentina (bandiera) | C     | Miguel Nievas          |
| 30 | Argentina (bandiera) | D     | Jorge Serrano          |
| 31 | Argentina (bandiera) | C     | Hernán De Camilo       |
| 33 | Argentina (bandiera) | C     | Enzo Bruno             |